# لئون اشتوکی
لئون اشتوکی ورزشکار مرد رشتهٔ ژیمناستیک اهل کشور یوگسلاوی است. وی در بین سال‌های ‎۱۹۲۴ تا ۱۹۳۶ میلادی در مسابقات بازی‌های المپیک تابستانی در مجموع ۶ مدال، شامل ۳ مدال طلا و ۱ نقره و ۲ برنز را کسب کرد.